# Fuste

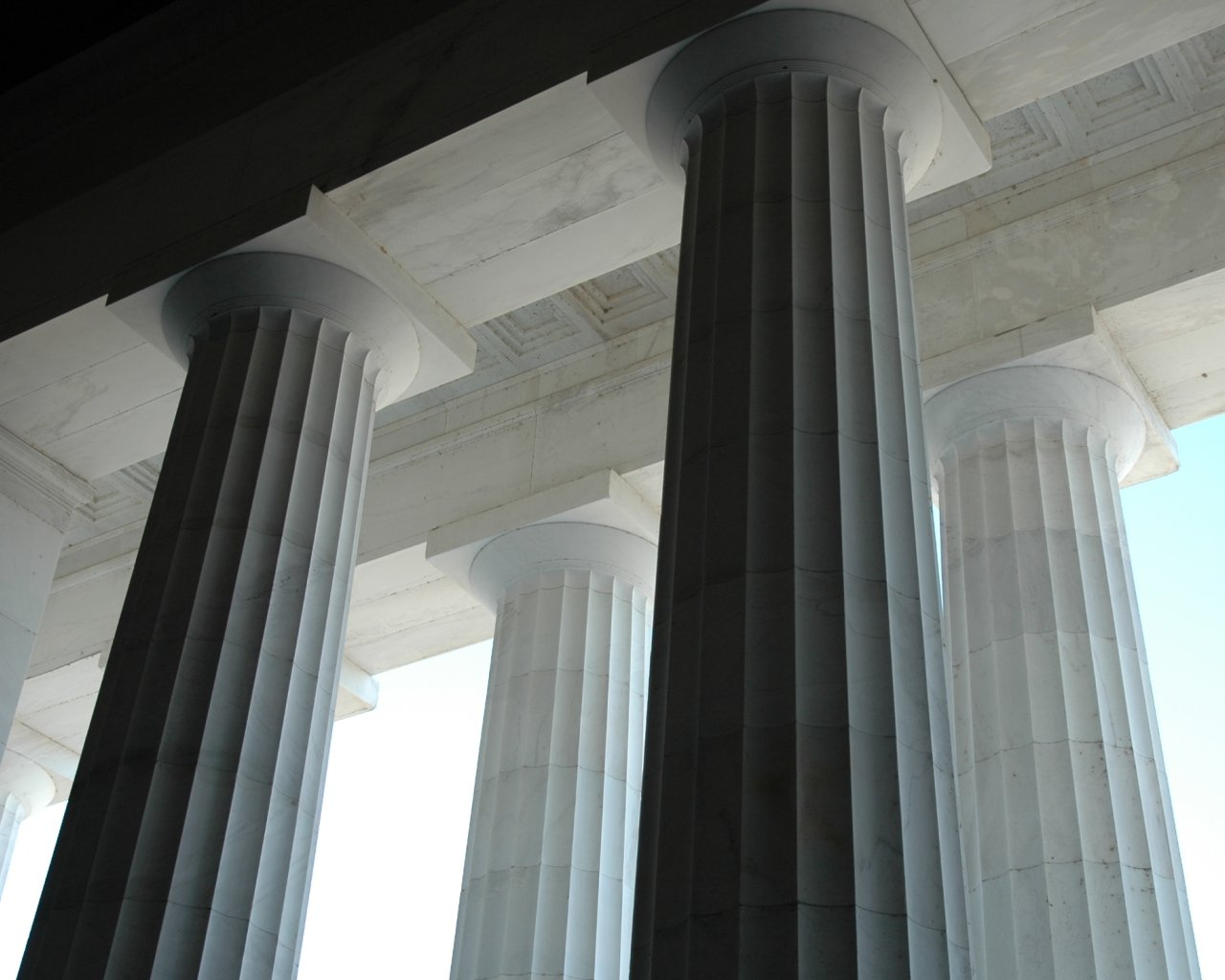
Caneluras nos fustes das colunas

Fuste é a parte da coluna entre o capitel e a base.
O fuste pode ser monolítico ou constituído por diversas pedras chamadas tambores